# 備北層群
備北層群（びほくそうぐん、Bihoku Group）は、日本の広島県東部から岡山県にかけて分布する新第三系中新統の地層。具体的には広島県三次地域・庄原地域と岡山県新見地域を含む吉備高原一帯に散在し、三次・庄原地域を模式地とする。20世紀以降中新世の示準化石であるビカリアや多数の軟体動物化石群集の産出が知られており、脊椎動物化石ではサバ科の魚類やペロケトゥス科の鯨類が報告されている。

## 岩相と層序
備北層群は、白亜系の火成岩上に堆積している。基盤岩は具体的に吉舎安山岩類や高田流紋岩類および花崗岩類であり、これらの基盤岩に形成された凹地の上に中新統が堆積している。堆積盆地の基底は北東から南西へ低くなる局所的傾斜が見られ、これは基盤岩の凹凸に起因する初生的なものとされる。
基盤岩上に堆積した中新統は海成層と陸成層に大別され、そのうち海成層が備北層群（是松累層・板橋累層）、陸成層が塩町累層として区分されていた。上田 (1989)は備北層群を再定義して塩町累層も備北層群に含み、下位から順に塩町累層・是松累層・板橋累層に三分した。層厚は上田 (1989)によれば約150メートル。

### 塩町層
塩町層は夾亜炭層であり、また非海成層である。層厚は三良坂礫岩部層を含めて約30メートル。上位の是松層との関係は平行不整合とする見解と、整合漸移関係または一部指交関係とする見解があり、後者の見解に立脚する上田 (1989)は本層を備北層群に含めている。竹村ほか (2003)も塩町層を備北層群に含めているが、一方で塩町層と是松層の関係を平行不整合と見なしている。竹村ほか (2003)が本層中部から採取した試料からは、22.9 ± 2.2 Ma と 22.3 ± 2.4 Ma（新第三紀中新世の前期にあたるアキタニアン期ごろ）のフィッショントラック年代が得られている。
主要な岩相はシルト岩・砂岩・礫岩であり、2～3枚の亜炭層を挾有する。一般に塩町層のシルト岩と砂岩はともに灰色～青灰色を呈し、また植物化石を算出することが多い。礫岩の粒径は中礫程度で、淘汰が悪く、かつ基質に乏しい。模式地ではシルト岩と砂岩の互層を主体とするが、礫岩とシルト岩の互層が主体である地域、シルト岩が主体である地域など、地域によって岩相が異なる。中部～上部にはガラス質凝灰岩層である池田凝灰岩層を挟在する。
上田 (1989)は三次・三良坂地域に分布する三角州成～扇状地成の礫岩層を三良坂礫岩部層と命名し、これを是松層の部層としたが、後に竹村ほか (2003)は先行研究に倣ってこれを塩町層の部層とした。上田 (1989)によると、三良坂礫岩部層は主に大礫からなる円礫岩を主体に持ち、砂岩層を挟在する。礫の起源は吉舎安山岩類が最も多いが、花崗岩類や火砕岩類も多く、広範囲の基盤岩が供給源になっているものと推測されている。
塩町層の分布範囲は模式地である三次市塩町の半径数キロメートル以内と狭いが、三次・庄原地域以外の備北層群において多くの地域で塩町層相当層が報告されている。ただし、まとめて塩町層相当層として扱われている備北層群最下部の非海成層は、実際にはそれぞれ堆積環境や年代が異なる可能性がある。

### 是松層
是松層は下部の主体である黒色砂岩と、上部の主体である淡黄色砂岩～砂質泥岩からなり、一部に礫岩や凝灰岩を挟在する。また、最下部には基盤岩や塩町層との間に基底礫岩が存在する。竹村ほか (2003)によれば層厚は約40メートル弱。
上田 (1989)は是松層を新庄砂岩部層、三良坂礫岩部層、赤川礫岩部層に三分した。このうち後続研究により下位層の塩町層に再分類された三良坂礫岩部層を除き、以下に詳述する。
赤川礫岩部層
層厚約50メートル。
庄原地域に分布する三角州成～扇状地成の礫岩層。安山岩と酸性火砕岩を起源に持つ一般に淘汰の良い礫から構成されており、上方細粒化を示す。
一部地域では砂岩の薄層を挟在することがあり、その場合の砂岩層には斜交葉理が発達する場合がある。上位層である板橋層に直接被覆されている露頭は確認されていない。
新庄砂岩部層
層厚約65メートル。
主に粗粒～細粒砂岩から構成され、是松層の主体をなす。泥岩層や礫岩層を挟在し、また最上部に広く分布する粗粒砂岩層は上位層の板橋層との境界を示す。
下部は砂礫混じりの泥岩層あるいは淘汰の悪い砂岩層が発達しており、また炭質物を多く夾雑する。中部は地域ごとの岩相の差異が大きく、模式地では泥質砂岩の薄層を挟在する塊状中粒砂岩が発達する一方、他の地域では淘汰不良の砂岩や、コンクリーションの発達した泥質砂岩と礫岩との互層が発達する。上部は塊状中粒砂岩層を主体とし、地域によっては黒色泥岩が発達する。

### 板橋層
板橋層は下部の主体である塊状黒色泥岩と、中部～上部の主体である泥岩・極細粒砂岩の互層からなる。砂泥互層は一部地域を除いて一般に泥岩が優勢であり、またスランプ構造が発達する。層厚は竹村ほか (2003)によれば約40メートル、上田 (1989)によれば約70メートル。
本層は是松層に整合して堆積している。基底から十数メートル上方の層準には三日市凝灰岩層と呼ばれる細粒のガラス質凝灰岩が存在しており、分布する地域では鍵層として扱われている。

## 化石
備北層群からは多数の化石が産出している。塩町層からはMetasequoia japonicaやTrapa yokoyamaeやLiquidambar formosanaといった植物化石が産出する。また、ヒシやハスの仲間といった沼沢性植物の化石も多産しており、淡水成堆積物としての堆積環境が示唆されている。
軟体動物化石では、是松層（新庄砂岩部層）からVicarya japonicaやCrassostrea gravitestaやScapharca daitokudoensis、板橋層からLimopsis未定種やFissidentalium yokoyamaiやPropeamussium tateiwaiといった軟体動物化石が産出している。氏家 (1976)は東城地域と庄原地域で斧足類145種・腹足類53種・掘足類4種といった多数の軟体動物化石を同定し、近縁種の生態も参考にして潮間帯から深海帯下部までの8深度に区分して整理した。結果として産出する種の示す深度は産地が堆積盆地内のどこに位置するか（辺縁か中心付近か）に依存しており、層準に伴った規則性が認められなかった。またこの軟体動物化石の整理を通し、備北層群の堆積物を運搬した海水は全体的に暖流による影響を受けていたと推測されるが、少なくとも3回に亘って短期間の寒流の影響を受けたことが突き止められた。2024年には、是松層から産出したヤマタニシ科の化石がクバラヤマタニシ Cyclophorus kubarensisとして新種記載・命名された。
是松層からは軟体動物以外にも多数の化石が産出している。具体的にはAstriclypeus mannii（棘皮動物）、Operculina complanataやMiogypsina kotoiやNephrolepidina japonica（大型有孔虫）が報告されている。特にMiogypsina-Operculina群集とNephrolepidina群集という2つの異なる群集に属する大型有孔虫が共産していることからは、塩濃度のような海水環境の差異が備北層群の堆積環境に存在したことが示唆される。脊椎動物では岡山県新見市でカマスサワラ属未定種が報告されている。
また、板橋層からは広島県庄原市でパリエトバラエナ属のペロケトゥス科鯨類が報告されている。